# 定鼎
定鼎，亦作神鼎，（391年十月-392年六月）是十六国时期翟魏君主翟釗的年號，共計2年，也是翟魏的第二個年號。《資治通鑒·晋孝武帝太元十六年》：“翟遼卒，子釗代立，改元定鼎。”鍾淵映《歷代建元考》：“翟釗‘神鼎’，一作‘定鼎’”

## 纪年
| 定鼎 | 元年  | 二年  |
| ---- | ----- | ----- |
| 公元 | 391年 | 392年 |
| 干支 | 辛卯  | 壬辰  |

## 参看
- 中国年号索引
- 其他使用神鼎年號的政權
- 同期存在的其他政权年号
  - 太元（376年正月-396年十二月）：東晉皇帝晋孝武帝司马曜的年号
  - 太初：（386年十一月-394年六月）：前秦政权苻登的年号
  - 建義（385年九月-388年六月）：西秦政权乞伏國仁年号
  - 太初（388年六月-400年七月）：西秦政权乞伏乾歸年号
  - 建初（386年四月-394年四月）：后秦政权姚苌年号
  - 中興（386年十月-394年八月）：西燕政权慕容永年号
  - 建兴（386年二月-396年四月）：后燕政权慕容垂年号
  - 太安（386年十月-389年正月）：后凉政权吕光年号
  - 麟嘉（389年二月-396年六月）：后凉政权吕光年号
  - 登国（386年正月-396年六月）：北魏政权拓跋珪年号

## 消歧义
- 后凉政權的呂隆的神鼎年號

| 前一年號： 建光 | 翟魏年號 定鼎 | 下一年號： 無 |